# Cauberg
Cauberg je kopec v Nizozemsku, jehož vrchol má nadmořskou výšku 137 metrů. Nachází se na území obce Valkenburg aan de Geul v provincii Limburg. Na úpatí Caubergu leží les Polferbos. 
Na kopec vede z centra Valkenburgu přes památkově chráněnou bránu Grendelpoort silnice č. 590, která má od roku 1969 asfaltový povrch. Stoupání místy dosahuje až dvanácti procent a patří k nejznámějším hellingenům, jak nizozemští cyklisté nazývají krátké prudké výjezdy.  Cauberg patří k divácky nejatraktivnějším pasážím závodů jako Amstel Gold Race (v letech 2003 až 2016 byl cíl závodu přímo na vrcholu), Olympia's Tour, Ronde van Limburg a Benelux Tour, jelo se zde mistrovství světa v silniční cyklistice v letech 1938, 1948, 1979, 1998 a 2012, Tour de France v letech 1992 a 2006 a Vuelta a España v roce 2009, také se zde pořádá cyklokrosařský závod Caubergcross. V zimě se z kopce sjíždí na bruslích v rámci seriálu závodů Crashed Ice. 
Název pochází z keltského slova kadeir, které znamená kopec. Jako jeden z mála výrazných kopců v Nizozemsku je Cauberg již od devatenáctého století významnou turistickou atrakcí. V letech 1898 až 1910 stála na vrcholu rozhledna a roku 1916 bylo otevřeno přírodní divadlo. Dne 16. srpna 2007 se na Caubergu konal koncert ke třicátému výročí úmrtí Elvise Presleyho.
V minulosti byl Cauberg využíván k těžbě opuky, do opuštěných štol je možno zajít na prohlídku s odborným výkladem, konají se zde vánoční trhy a v jedné z nich bylo zřízeno veřejné akvárium. Na jižním svahu byl zřízen hřbitov s kaplí v novogotickém stylu, kterou navrhl Pierre Cuypers. Na Caubergu se také nachází grotta a kaplička se zvonkohrou, připomínající oběti nacistické okupace. Bylo zde vybudováno rekreační středisko s kasinem a termálními koupelemi, které patří řetězci Landal Greenparks.
Cauberg je také známý tragickou nehodou autobusu, při níž 29. září 1954 zahynulo devatenáct lidí.